# Barry Horne
Barry Horne (ur. 17 marca 1952 w Liverpoolu, zm. 5 listopada 2001 w Worcester) – brytyjski działacz na rzecz praw zwierząt.
Horne urodził się w Liverpoolu. Jego ojciec był listonoszem, a jego matka zmarła, gdy był bardzo młody. W wieku 15 lat porzucił szkołę i zaczął pracować. Zainteresował się prawami zwierząt w wieku 35 lat, gdy jego żona, Aileen, namówiła go do uczestnictwa w spotkaniu działaczy ruchu wyzwolenia zwierząt. Po obejrzeniu wideo przedstawiających testy na zwierzętach prowadzone w laboratoriach, postanowił zostać wegetarianinem i sabotażystą utrudniającym polowania. Od roku 1987 zaczął działać z Northampton Animal Concern, który atakował laboratorium Unilever i domy handlowe, w których sprzedawane były futra.
W 1988 roku Barry Horne wziął udział w próbie uwolnienia delfina Rockiego, który został schwytany w 1971 we wschodniej Florydzie i przetrzymywany przez 20 lat, najczęściej w samotności, w betonowym basenie w Morecambe, Lancashire. Mimo przygotowań i zorganizowania odpowiedniego sprzętu, w czasie nocnej akcji Horne i kilku innych aktywistów doszło do wniosku, że nie są w stanie podołać zadaniu. Zostali zatrzymani przez policję w drodze powrotnej. Policjanci zauważyli duże nosze przeznaczone do przenoszenia delfinów. Zostali aresztowani i oskarżeni o próbę kradzieży zwierzęcia. Barry Horne, Jim O’Donnell, Mel Broughton i Jim Buckner zostali ukarani grzywną 500 funtów, a Horne i Broughton usłyszeli dodatkowo wyrok sześciu miesięcy pozbawienia wolności w zawieszeniu. Horne wraz z innymi kontynuował walkę o oswobodzenie delfina Rockiego. W 1989 rozpoczęli kampanię przeciwko delfinarium, pikietując, rozdając ulotki turystom, organizując wiece, wywierając nacisk na samorząd lokalny. Ostatecznie delfinarium Marineland zgodziło się sprzedać Rockiego za 120,000 funtów brytyjskich. W 1991 delfin został przeniesiony do 80 hektarowej laguny w rejonie Turks i Caicos, a następnie uwolniony. Następnie zaobserwowano, iż dołączył do grupy dzikich delfinów.
Wraz z Keithem Mannem i Dannym Attwoodem, Horne założył małą komórkę Animal Liberation Front. 17 marca 1990 razem dokonali włamania do budynku firmy Harlan Interfauna w Cambridge, która zajmowała się zaopatrzeniem laboratoriów w zwierzęta i ich organy. Grupa działaczy dostała się do budynku przez dziury, które wykonali w dachu, aby uwolnić 82 szczeniaki rasy Beagle i 26 królików. Zniszczyli także część dokumentów dotyczących klientów Interfauny. Weterynarz współpracujący z ALF usunął tatuaże z numerami z uszów psów i działacze mogli przystąpić do poszukiwania dla nich bezpiecznych domów w Wielkiej Brytanii. W związku z dowodami znalezionymi w domach Keitha i Attwooda, oskarżono ich o uczestnictwo w kradzieży i skazano na 9 (Mann) i 18 miesięcy (Attwood) więzienia.
W 1991 roku Horne został skazany na trzy lata więzienia za posiadanie materiałów wybuchowych. W czasie pobytu w więzieniu jego postawa stała się bardziej radykalna. W czerwcu 1993 napisał w Support Animal Rights Prisoners Newsletter, iż zwierzęta wciąż umierają i są torturowane w coraz większej mierze. Stwierdził, że z ruchu na rzecz wyzwolenia zwierząt pozostało paru działaczy. Zwycięstwa dopatrywał się w walce o prawa zwierząt. Przegraną w tej walce kojarzył zaś z odpowiedzialnością za śmierć i cierpienie żywych istot. Z więzienia wyszedł w roku 1994, powracając do działania. W tym czasie miały miejsce ataki bombowe na sklepy futrzarskie i inne wybrane placówki. Niektóre z nich były zorganizowane przez Animal Rights Militia, jednak istnieje prawdopodobieństwo, iż Horne mógł mieć z nimi coś wspólnego. Wkrótce ponownie zaczęła interesować się nim policja; był świadomy tego, że może znów trafić do więzienia. Według słów Keitha Manna Horne walkę o prawa zwierząt postrzegał jako wojnę i był gotowy ponieść ofiarę. Po atakach na Wight policja przeszukała jego dom w Swindon i znalazła materiały wskazujące na prawdopodobne uczestnictwo w atakach, jednak nie został oskarżony, lecz objęty nadzorem policyjnym. Został aresztowany w 1996 i oskarżony o podłożenie bomby w sklepie Broadmead w centrum handlowym w Bristolu oraz w British Home Stores. Bomby były nastawione na eksplozję o północy, kiedy sklepy byłyby puste. Policja znalazła przy nim kolejne cztery bomby zapalające.
Jego proces rozpoczął się 12 listopada 1997. Przyznał się do prób podpaleń w Bristolu, ale zaprzeczył jakoby brał udział w atakach na Wight. Mimo iż nie było bezpośrednich dowodów na jego związek z incydentami na Wight, prokuratur argumentował, że bomby zapalające zastosowane w Bristolu i Isle of Wight były do siebie tak podobne, że Hornego należy uznać odpowiedzialnym za wymienione ataki. Został oskarżony o spowodowanie strat oszacowanych na 3 miliony funtów. 5 grudnia 1997 Barry Horne został skazany na 18 lat więzienia za wzniecanie pożarów w sklepach futrzarskich w Bristolu (był to najdłuższy wyrok wśród skazanych brytyjskich działaczy na rzecz zwierząt). Wyrok miał odbyć w więzieniu Long Lartin.
Media zainteresowały się Barrym w grudniu 1998 roku, gdy podczas pobytu w więzieniu wziął udział w strajku głodowym (trwającym 68 dni) mającym przekonać rząd brytyjski do przeprowadzenia publicznego dochodzenia w sprawie testów na zwierzętach (co w 1997 roku zobowiązała się zrobić Partia Pracy zanim doszła do władzy). Strajk głodowy spowodował u niego uszkodzenie nerek i wzroku.
Zmarł na niewydolność wątroby w 2001 roku w szpitalu Ronkswood w Worcester, w wieku 49 lat, po czwartym z kolei, 15-dniowym strajku głodowym. Przez działaczy na rzecz praw zwierząt uważany jest za męczennika, dziennikarze i politycy przedstawiali go zaś jako terrorystę i ekstremistę.